# Phoradendron apiciflorum
Phoradendron apiciflorum är en sandelträdsväxtart som beskrevs av C.T. Rizzini. Phoradendron apiciflorum ingår i släktet Phoradendron och familjen sandelträdsväxter. Inga underarter finns listade i Catalogue of Life.